# Nell'ombra di Parigi
Nell'ombra di Parigi (Shadows of Paris) è un film muto del 1924 diretto da Herbert Brenon. La sceneggiatura di Eve Unsell, adattata per lo schermo da Frederick J. Jackson, si basa su un romanzo e un lavoro teatrale francese del 1921 di André Picard e Francis Carco.

## Trama
Alla fine della guerra, Claire, già regina dei bassifondi parigini, dimentica il suo amante apache, che lei crede caduto sul campo di battaglia, per un nuovo amore, Raoul, un alto ufficiale dell'esercito che ignora il suo passato. Diventata una gran dama, Claire subisce però il ricatto di Georges de Croy, il segretario di Raoul, che minaccia di smascherarla se non cederà alle sue voglie. Ma quando Fernand, l'amante, ritorna, Claire si rende conto di non amarlo più. L'uomo, tentando di rubare una collana di diamanti, si batte con de Croy, venuto nel boudoir di Claire a riscuotere il compenso in natura del suo silenzio. Durante la lotta, Fernand resta ucciso e, quando Raoul gli chiede conto di cosa sia successo, mantiene il segreto sul passato di Claire, facendo passare la rissa per un normale furto finito male. Claire, però, non se la sente di tacere e confessa tutto, pronta ad andarsene. Raoul, però, alla fine la perdona trattenendola con sé.

## Produzione
Il film, prodotto dalla Famous Players-Lasky Corporation, avrebbe dovuto chiamarsi My Man, tradotto letteralmente da Mon Homme, titolo del romanzo francese da cui prende spunto il soggetto del film.

## Distribuzione
Il copyright del film, richiesto dalla Famous Players-Lasky Corp., fu registrato il 27 febbraio 1924 con il numero LP19949.

Distribuito dalla Paramount Pictures, il film fu presentato a New York il 17 febbraio 1924. Il 19 settembre, il film uscì nei Paesi Bassi con il titolo In de Schaduw van Parijs; in Austria, dove fu distribuito nel 1925 dalla Sascha Filmindustrie, prese quello di Im Schatten von Paris.
Non si conoscono copie ancora esistenti della pellicola che viene considerata presumibilmente perduta.